# 음향 임피던스
음향 임피던스(acoustic impedance)는 매질의 속도와 음압 사이의 비율을 말하며, 진동수에 대한 함수로 나타난다. 음압 p와 입자 속도 v, 표면적 S가 주어졌을 때 음향 임피던스 Z와 비 음향 임피던스(specific acoustic impedance) z는 다음과 같다.
{\displaystyle Z={\frac {p}{vS}}}
{\displaystyle z={\frac {p}{v}}=ZS}
이 때 vS를 체적 속도라고도 한다. 비 음향 임피던스와 음향 임피던스의 단위로는 각각 레일과 면적 당 레일(또는 음향옴)을 쓴다.

## 특성 음향 임피던스
특성 음향 임피던스는 매질의 고유한 물성이다. 매질의 밀도가 ρ0, 매질 속에서의 음속이 c0일 때, 매질의 특성 음향 임피던스 Z0는 다음과 같다.
{\displaystyle z_{0}=\rho _{0}c_{0}}

## 참고 문헌
- L. E. Kinsler, A. R. Frey, A. B. Coppens, and J. V. Sanders, Fundamentals of Acoustics, Fourth Edition (New York: John Wiley & Sons, Inc., 1999), ISBN 978-0471847892.

## 같이 보기
- 전기 임피던스
- 기계적 임피던스